# Deutsche Meisterschaft im Straßenrennen 1950
Die Deutsche Meisterschaft im Straßenrennen 1950 wurde in drei einzelnen Rennen mit einer Punktewertung ausgetragen. Es war die 30. Austragung der Deutschen Straßen-Radmeisterschaften für die Berufsfahrer. Sieger wurde Erich Bautz.

## Rennverlauf
Am Start waren die Berufsfahrer mit einer Lizenz des Bundes Deutscher Radfahrer (BDR). Dazu kamen einige Berufsfahrer aus der DDR, deren Lizenz vom BDR anerkannt wurde.
Der 1. Lauf war der Preis der Weinstraße am 8. Mai in Landau. Das Rennen wurde wegen starker Regenfälle mehrfach verschoben. Die Distanz betrug 240 Kilometer. Jupp Arents gewann vor Hubert Schwarzenberg und Ludwig Hörmann. Es war für Arents zugleich sein letzter Sieg als Radprofi. Erich Bautz wurde 7.
Der 2. Lauf führte am 21. Mai über 272 Kilometer unter dem Namen Bayern-Rundfahrt von Fürth nach Würzburg und zurück. 62 Fahrer waren am Start, die knappe Hälfte gab das Rennen bei großer Hitze auf. Sieger wurde Josef Berger vor Gerhard Stubbe und Werner Richter. Der Titelverteidiger Otto Ziege nahm am Rennen nicht teil.
Der 3. Lauf wurde am 18. Juni in Bonn über 260 Kilometer ausgefahren. Die in der Gesamtwertung führenden Fahrer unterbanden jeden Ausreißversuch. Den Sprint der großen Hauptgruppe am Ziel in Bonn gewann Josef Berger vor Erich Bautz. Bautz und Schwarzenberg waren danach punktgleich, die bessere Platzierung im letzten Rennen entschied die Wertung für Bautz, der damit seinen dritten Meistertitel auf der Straße gewann.

## Ergebnis
| Platz | Fahrer               | Team       | Punkte |
| ----- | -------------------- | ---------- | ------ |
| 01.   | Erich Bautz          | Patria WKC | 65     |
| 02.   | Hubert Schwarzenberg | Patria WKC | 65     |
| 03.   | Ludwig Hörmann       | Bauer      | 58     |
| 04.   | Fritz Siefert        | Patria WKC | 58     |
| 05.   | Josef Berger         | Patria WKC | 49     |
| 06.   | Werner Richter       | Dürkopp    | 48     |
| 0 …   |                      |            |        |